# Pastaza (rivier)
De  Pastaza  is een grote aftakking van de Amazone. Haar belangrijkste bronnen zijn de rivieren Chambo en Patate. De rivier wordt weinig voor visserij, maar voornamelijk voor transport per kano gebruikt. De waterstand is zeer onvoorspelbaar. Delen van de rivier staan soms droog, terwijl ook overstromingen kunnen voorkomen. 
De Pastaza heeft veel vertakkingen, die bijdragen aan haar stroomversnellingen en haar neiging om nu en dan te overstromen. Er zijn slechts weinig plaatsen waar de rivier kan worden overgestoken. De belangrijkste bruggen bevinden zich in Tungurahua.
Bij het stadje Santa Inez bereikt de Pastaza de provincie Pastaza, waar ze de grens vormt tussen die provincie en de provincie Morona-Santiago.
In de provincie Tungurahua is de Pastaza een wildwaterrivier, met stroomversnellingen tot de vierde categorie. De rivier wordt daar dan ook vaak voor rafting gebruikt. De weg tussen Puyo en Baños loopt langs de rivier, en passeert vier grote en toeristisch populaire watervallen. 
Bij Baños bevindt zich een grote stuwdam in de rivier, waardoor onder het stadje verzilting is ontstaan.